# Politica Austriei
Sistemul politic al Austriei este construit pe principiile democrației, formei republicane de guvernământ, federalismului, statului de drept, separației puterilor, liberalismului și apartenenței Uniunea Europeană. Principalele norme care reglementează sistemul politic al Austriei sunt constituția federală a Austriei (Bundesverfassung) și Tratatul de la Lisabona.
Austria este o republică parlamentară semiprezidențială.
Președintele Austriei este șeful statului, ales la fiecare 6 ani prin votul poporului. Președintele desemnează cancelarul, în mod normal liderul celui mai mare partid din parlament din urma alegerilor. 
Parlamentul Austriei este format din două camere, Bundesrat (consiliul federal), alcătuit din 64 de reprezentanți ai statelor, în funcție de populație, și Nationalrat (consiliul național), care are 183 membri aleși prin vot direct.

## Istoric
În anul 2000, după trei decenii de majoritate social-democratică (SPÖ), a fost formată o coaliție de dreapta, alcătuită din Partidul Popular Austriac (ÖVP) și Partidul Libertății (FPÖ). Totuși, după divergențe în FPÖ în privința conducerii partidului, cancelarul federal Wolfgang Schüssel (ÖVP) a anunțat la 9 septembrie 2002 alegeri anticipate, la sfârșitul lui noiembrie.
În alegerile din 14 noiembrie 2002 Partidul Popular Austriac (ÖVP) a obținut 42,3% din voturi, Partidul Social-Democrat Austriac (SPÖ) 36,51%, FPÖ 10,1%, Verzii (Austria) (9,47%).
La 28 februarie 2003 coaliția dintre ÖVP și FPÖ a fost continuată, din nou având pe Wolfgang Schüssel (ÖVP) drept cancelar federal. Vice-cancelarul său a fost Herbert Haupt (FPÖ), înlocuit de Hubert Gorbach (FPÖ) la 20 octombrie 2003.
Din 26 ianuarie 2017 președintele Austriei este Alexander Van der Bellen, fost președinte al Verzilor.
Din 11 octombrie 2021 cancelar federal al Austriei este Alexander Schallenberg de la Partidul Popular Austriac (ÖVP).